# 젭티머 고개
젭티머 고개(독일어: Septimerpass, 이탈리아어: Passo del Settimo, 로만슈어: Pass da Sett, 2,310m)는 브레갈리아  계곡과 주르제스(오버할브슈타인) 사이의 스위스 알프스에 있는 그라우뷘덴주의 높은 산길이다. 이 고개는 전통적으로 오버할브슈타인과 알불라 알프스 사이의 경계로 간주된다. 중세 시대에는, 이곳은, 그레이트 성 베르나르와 브레너 고개는 여행하는 황제들이 선호하는 알프스산맥의 통로였다. 젭티머 고개 접근로에서 가장 가까운 거주 지역은 남쪽의 카사시아와 북쪽의 비비오이다.
서기 15~ 16년경에 고개에 군단 진영을 유지한 로마인들이 이미 사용하고 있었던 이 고개는 밀라노에서 비비오를 거쳐 아우크스부르크까지 이어지는 중요한 무역로였다. 후자는 힌터라인강의 험난한 협곡을 가지고 있기 때문이다. 기독교 호스피스에 대한 최초의 언급 중 하나는 831년에 언급된 통로 자체에 배치된 호스피스였다. 10세기에 버려졌다가, 11세기 초에 재건되었지만, 다음 천년 동안의 문서에 언급되었다. (호스피스는 나중에 1778년에 영원히 버려졌다.) 중세 시대에 젭티머 고개는 14세기까지 키아벤나가 포함된 광범위한 영토를 가진 쿠어의 주교구의 세속적 권력에 결정적인 역할을 했다. 1236년에는 고트하르트 고개가 개방되어 루체른에서 밀라노까지 교통이 허용되어 상인들이 쿠어를 통과하지 못하도록 했다. 율리어 고개와 말로야 고개를 가로지르는 도로 건설 이후 고개의 중요성은 더욱 사라졌다.

## 같이 보기
- 율리어 고개와 말로야 고개, 도로가 젭티머 고개 근처를 지나간다.

## 참고자료
- Fassbinder, Jörg, et al. "Magnetic prospecting of the Roman military camp at Septimer Pass (Switzerland)." Open Journal of Archaeometry 2014, volume 2:5303, 69–71. Accessed on May 11, 2015 from https://www.academia.edu/6159778/Magnetic_prospecting_of_the_Roman_military_camp_at_Septimer_Pass_Switzerland_
- Freshfield. Douglas W. "The Great Passes of the Western and Central Alps." The Geographical Journal, Vol. 49, No. 1 (Jan., 1917), pp. 2–22. Stable URL: https://www.jstor.org/stable/1779776
- Hyde, Walter W. "The Alpine Passes in Nature and History." The Scientific Monthly, Vol. 45, No. 4 (Oct., 1937), pp. 317–330. Stable URL: https://www.jstor.org/stable/16413
- Munro, John H. "The 'New Institutional Economics' and the Changing Fortunes of Fairs in Medieval and Early Modern Europe: the Textile Trades, Warfare, and Transaction Costs." VSWG: Vierteljahrschrift für Sozial- und Wirtschaftsgeschichte 88. Bd., H. 1 (2001), pp. 1–47. Stable URL: https://www.jstor.org/stable/20740358